# Episodi di R.I.S. - Delitti imperfetti (prima stagione)
La prima stagione della serie televisiva R.I.S. - Delitti imperfetti è stata trasmessa in Italia dall'11 gennaio al 16 febbraio 2005 su Canale 5, con 2 episodi a serata per 6 settimane consecutive.
| nº | Titolo                                | Prima TV Italia  |
| -- | ------------------------------------- | ---------------- |
| 1  | Prova schiacciante                    | 12 gennaio 2005  |
| 2  | L'incidente                           | 12 gennaio 2005  |
| 3  | Analisi di un delitto                 | 19 gennaio 2005  |
| 4  | Una sfida per il capitano             | 19 gennaio 2005  |
| 5  | Sotto ricatto (prima e seconda parte) | 25 gennaio 2005  |
| 6  | Sotto ricatto (prima e seconda parte) | 25 gennaio 2005  |
| 7  | Verità nascoste                       | 2 febbraio 2005  |
| 8  | Bella di notte                        | 2 febbraio 2005  |
| 9  | Legami di sangue                      | 9 febbraio 2005  |
| 10 | L'insospettabile                      | 9 febbraio 2005  |
| 11 | La vendetta                           | 16 febbraio 2005 |
| 12 | Sfida finale                          | 16 febbraio 2005 |

## Prova schiacciante
- Diretto da: Alexis Sweet
- Scritto da: Barbara Petronio, Leonardo Valenti, Vinicio Canton

### Trama
Un noto imprenditore della provincia di Cuneo, Vittorio Bonomi, viene trovato morto nella sua piscina, affogato. Le indagini puntano verso il suicidio, ma l'analisi delle tracce porta i carabinieri sulle tracce del figlio ventiduenne, che il padre riteneva solamente un incapace. Al R.I.S giunge una nuova specialista: il tenente Anna Giordano, ingegnere informatico che viene assegnata al reparto di dattiloscopia. I rapporti con Vincenzo De Biase, insieme al quale dovrà lavorare, all'inizio non sono dei migliori, ma dopo aver risolto un'indagine su una ragazza disabile rimasta soffocata in un incendio doloso in un pub, i due cominciano ad andare d'accordo.
- Altri interpreti: Licia Nunez (Sonia), Alberto Cracco (avvocato D’Antoni), Marco Cortesi (Leonardo Bonomi), Giorgio Crisafi (Vittorio Bonomi), Renzo Stacchi (titolare bar), David Sef (maggiordomo), Gianluca Musiu (?).
- Ascolti Italia: telespettatori 8.330.000[1]

## L'incidente
- Diretto da: Alexis Sweet
- Scritto da: Barbara Petronio, Leonardo Valenti, Vinicio Canton

### Trama
Un bambino in bicicletta viene investito da un motociclista durante una corsa clandestina. De Biase e Testi assistono all'incidente e inseguono il motociclista: quest'ultimo finisce fuori strada e accusa Testi di lesioni. Contemporaneamente nella Chiesa di San Prospero un cero esplode in mano ad un parroco, causandogli la perdita dell'arto: è opera di un serial-bomber.
- Altri interpreti: Uberto Kovacevich (Loglio).
- Ascolti Italia: telespettatori 7.379.000[1]

## Analisi di un delitto
- Diretto da: Alexis Sweet
- Scritto da: Barbara Petronio, Leonardo Valenti, Mimmo Rafele, Nicola Ravera Rafele

### Trama
Durante un controllo stradale, il capitano Corsini viene coinvolto in una sparatoria dove perdono la vita un carabiniere e una vittima innocente. Corsini va in coma e le indagini si concentrano su tre conducenti di un portavalori, sospettati di essere dei rapinatori e gli assassini del carabiniere. Tuttavia, i loro corpi vengono trovati in un casolare, uccisi a colpi di pistola; i soldi risultano invece scomparsi. In ogni scena del crimine i R.I.S trovano tracce di pelle di serpente. Nel frattempo al R.I.S arriva un messaggio intimidatorio dall'uomo delle bombe: "La prossima volta sarà molto peggio...".
- Altri interpreti: Mimmo Mignemi (dipendente MetroService), Corrado Solari (Vanoli), Ermanno De Biagi (direttore MetroService), Angelo Sorino (padre di un bambino mutilato).
- Ascolti Italia: telespettatori 6.321.000[2]

## Una sfida per il capitano
- Diretto da: Alexis Sweet
- Scritto da: Barbara Petronio, Leonardo Valenti, Mimmo Rafele, Nicola Ravera Rafele

### Trama
Una ragazza è scomparsa e un altro ragazzo viene trovato morto e con un bastone conficcato nel corpo; i due casi, apparentemente separati, si riveleranno collegati tra loro: indagando, si scopre che il ragazzo ucciso ha violentato la ragazza scomparsa, sotto gli occhi di due amici. Testi intanto si occupa della morte di un rapinatore, precipitato dal terzo piano mentre tentava un furto: le testimonianze dei padroni di casa rivelano che il rapinatore ha sparato e poi è caduto di sotto. Intanto l'uomo delle bombe colpisce ancora, posizionando un ordigno dentro una pistola giocattolo e causando la perdita di una mano ad un bambino che giocava al parco. De Biase ricompone la bomba scoppiata in mano al bambino e scopre che sull'involucro che conteneva l'esplosivo è inciso il nome di Venturi. L'uomo delle bombe ha lanciato una sfida al capitano.
- Altri interpreti: Francesco Scianna (Marco Nunzi), Emanuele Vezzoli (padrone di casa).
- Ascolti Italia: telespettatori 5.883.000[2]

## Sotto ricatto (prima e seconda parte)
- Diretto da: Alexis Sweet
- Scritto da: Daniele Cesarano, Paolo Marchesini

### Trama
Un tassista, un dirigente e un agente immobiliare, che non hanno alcuna relazione tra loro, vengono assassinati con una pistola calibro nove e, sulla scena del crimine, l'assassino, tale Mauro Donati, lascia delle carte da gioco del poker. I R.I.S trovano sull'ultima scena del crimine un biglietto contenente una richiesta di riscatto: se non verrà esaudita, il killer continuerà ad uccidere. Però Martinelli commette un'imprudenza rischiando di essere ucciso dal killer, che scappa mentre gli altri R.I.S raggiungono il collega assicurandosi delle sue condizioni. Intanto il killer fa un'altra vittima e aumenta la cifra richiesta per il riscatto: se questo non verrà versato entro le 18 sul suo conto bancario, compirà l'ennesimo omicidio. Nel frattempo il presunto uomo delle bombe, tale Margiotta, viene frettolosamente arrestato, ma Venturi non è convinto di avere in mano l'uomo giusto.
- Altri interpreti: Luigi Maria Burruano (Mauro Donati), Jerry Mastrodomenico (Margiotta), Alberto Cracco (avvocato D’Antoni), Michele Alhaique (cliente bar).
- Ascolti Italia: (I parte) 8.064.000 telespettatori (27,73%)/ (II parte) 7.423.000 telespettatori (29,14%)[3]

L'episodio è palesemente basato sull'caso di Michele Profeta.

## Verità nascoste
- Diretto da: Alexis Sweet
- Scritto da: Paolo Marchesini, Massimo Bavastro, Barbara Petronio, Leonardo Valenti

### Trama
Una ragazza di 22 anni di nome Laura viene trovata in coma da overdose: i R.I.S cercano di rintracciare i suoi amici spacciatori, ma si scopre che sono stati assassinati. Le indagini si concentrano su un "piccolo chimico" che produce droghe per fornirle a uno dei due spacciatori, non venendo però pagato. Intanto un'infermiera viene trovata morta nella sua abitazione: principale indiziato è un carcerato, Manuel Cerchi, arrestato da De Biase diversi anni prima per una rapina a mano armata, che ha una relazione con l'infermiera trovata morta.
- Altri interpreti: Elisabetta Rocchetti (Laura), Stefano Abbati (padre di Laura), Alberto Bognanni (Manuel Cerchi).
- Ascolti Italia: telespettatori 6.825.000[4]

## Bella di notte
- Diretto da: Alexis Sweet
- Scritto da: Paolo Marchesini, Massimo Bavastro, Barbara Petronio, Leonardo Valenti
- Ascolti Italia: telespettatori 6.499.000[4]

### Trama
Una ragazza viene trovata all'interno del bagagliaio della sua auto, stuprata e strangolata. I R.I.S si mettono sulle tracce del maniaco, che aveva adescato la ragazza via internet presentandosi come “Flox”. Anna riesce ad incontrare l'uomo per un appuntamento, durante il quale rischia di essere violentata, ma l'intervento di Venturi la salva. Anna rivela quindi a Riccardo di aver subito uno stupro a diciotto anni. L'uomo delle bombe piazza un ordigno in un integratore di sali minerali diretto a Venturi, ma questo esplode in mano ad un'altra persona.
- Altri interpreti: Beatrice Orlandini (Elisa), Pierpaolo Lovino (“Flox”).

## Legami di sangue
- Diretto da: Alexis Sweet
- Scritto da: Stefano Bises, Paolo Marchesini
- Ascolti Italia: telespettatori 6.882.000[5]

### Trama
Una ragazza di Tricase, Giulia Perrotta, incinta di pochissime settimane, viene trovata con la testa fracassata da sette colpi di un oggetto contundente in un casolare abbandonato. Il primo indiziato è il ragazzo della vittima, Gianni, ma l'ipotesi viene scartata quando lui stesso viene trovato impiccato ad un albero in un bosco. Intanto in un ospedale vengono rubate delle fiale di morfina e oppiacei. Subito la colpa ricade su un'infermiera, Paola Bortolan, ma l'ipotesi risulta errata: la storia è motivo di tensione fra Davide e Francesca. Nel frattempo, a Tricase si è scoperto che l'assassino è imparentato con la vittima, e che il delitto è collegato ad un omicidio avvenuto diciotto anni prima. Per risalire all'assassino gli agenti decidono di esaminare il DNA a tutta Tricase, poiché i compaesani sono tutti legati da un isolato genetico.
Perfino Venturi stenta a credere ai suoi occhi quando scopre l'inimmaginabile verità del caso sull'uomo delle bombe: sul nastro adesivo di un ordigno di Unabomber vengono infatti rinvenute tracce di saliva con il DNA del capitano.
- Altri interpreti: Federica Bern (Paola Bortolan), Paolo Calabresi (padre di Giulia), Cinzia Mascoli (PM), Eleonora Gaggioli (carabiniere).

## L'insospettabile
- Diretto da: Alexis Sweet
- Scritto da: Stefano Bises, Paolo Marchesini

### Trama
Una bambina di nome Martina di soli 6 anni viene trovata morta in un bosco vicino a un peluche. L'autopsia stabilisce che è morta per sfondamento del cranio. Francesca e Davide si stanno divertendo sugli autoscontri quando la ragazza scoppia a piangere perché ha male alla schiena a causa della scheggia rimasta nel suo corpo nell'incidente che ha subìto 10 anni prima. La storia, particolarmente violenta, è motivo di tensione tra Venturi e Martinelli che, senza volerlo, distrugge una prova di vitale importanza per accusare Luca Valdiserri, il marito della sorella della vittima. L'uomo delle bombe invia un libro esplosivo alla procura per uccidere il procuratore Di Maio, ma Venturi riesce a salvarlo. Gli artificieri disinnescano la bomba: finalmente potranno scoprire quale innesco usa il dinamitardo.
- Ascolti Italia: telespettatori 7.154.000[5]
- Altri interpreti: Pier Giorgio Bellocchio (Luca Valdiserri), Chiara De Bonis (sorella di Martina), Marco Morellini (padre di Martina), Dario Penne (procuratore), Alberto Cracco (avvocato D’Antoni).

## La vendetta
- Diretto da: Alexis Sweet
- Scritto da: Francesco Balletta, Barbara Petronio, Leonardo Valenti

### Trama
Un rapinatore uccide un gioielliere a colpi di pistola durante una rapina finita male. Il rapinatore potrebbe essere lo stesso che ha investito Francesca dieci anni prima. Martinelli rassegna le sue dimissioni perché ritiene che Venturi lo tratti come un oggetto e non come una persona. Viene scoperto l'innesco che l'uomo delle bombe usa per far esplodere gli ordigni: è un bulbo per vecchie macchine fotografiche. E solo quindici persone a Parma le collezionano.
- Altri interpreti: Mino Manni (figlio di Marcello Grassi).
- Ascolti Italia: telespettatori 7.887.000[6]

## Sfida finale
- Diretto da: Alexis Sweet
- Scritto da: Francesco Balletta, Barbara Petronio, Leonardo Valenti

### Trama
Venturi e De Biase sono vivi per miracolo. La casa dell'uomo delle bombe era una trappola: tredici bombe erano collegate e pronte a esplodere. Finalmente l'identità dell'uomo delle bombe sembra nota: si chiama Mario Samueli; tuttavia, nella cantina dell'abitazione dell'uomo, dentro un box doccia, viene rinvenuto il cadavere di quest'ultimo, avvelenato con del diserbante. Durante l'autopsia, la Morandi trova all'interno dello stomaco dell'uomo un biglietto per il capitano con scritto: "24 luglio 2004....chi perderai oggi?". È un chiaro riferimento alla morte dei genitori di Venturi e al tenente Anna Giordano. La sfida finale è iniziata e, dopo aver disinnescato una bomba in un centro commerciale e una in una scuola, i carabinieri si accorgono che la prossima bomba è dentro al R.I.S. Durante il sopralluogo in casa di Mario Samueli, infatti, era stata repertata una radiolina, che nascondeva una bomba. Venturi riesce a salvare il tenente Giordano all'ultimo secondo, ma i laboratori rimangono distrutti. Sul luogo dell'esplosione, tuttavia, viene rinvenuto uno smile: Venturi capisce chi cercare. Fa visionare a De Biase i nastri di sorveglianza del centro commerciale e indica un uomo che lui aveva incrociato mentre si dirigeva all'interno. Quell'uomo aveva un portachiavi con uno smile.
- Ascolti Italia: telespettatori 8.366.000[6]